# Даблдей, Эбнер
Эбнер Даблдей (англ. Abner Doubleday; 26 июня 1819 — 26 января 1893) — офицер армии Соединенных Штатов Америки, генерал союза во время гражданской войны в США. Он произвел первый выстрел в сражении за форт Самтер, первом сражении войны, и играл важную роль в первых сражениях в битве при Геттисберге.

## Ранние годы
Эбнер родился в семье Улисса Даблдея и Эстер Донелли, в Нью-Йорке, на углу Вашингтон-Стрит и Фенвик-Стрит. Его дед, которого так же звали Эбнер, участвовал в Войне за независимость. Его дед по матери, Томас Донелли, был вестовым при Вашингтоне. Его отец был участником войны 1812 года и делегатом Конгресса. Эбнер провёл детство в Оберне, затем жил в Куперстауне, а в 1838 году поступил в военную академию Вест-Пойнт, которую окончил 24-м по успеваемости в выпуске 1842 года. Его определили в 3-й артиллерийский полк во временном звании второго лейтенанта.
Даблдей служил в гарнизоне форта Джонстон в Северной Каролине (1842—1844), в форте Макгенри в Мэриленде (1844), в форте Мултри в Северной Каролине (1844—1845) и в форте Прибл в штате Мэн (1845). 24 февраля 1845 года он получил постоянное звание второго лейтенанта.
Даблдей участвовал в оккупации Техаса и затем в войне с Мексикой, где принял участие в сражении при Монтеррей. В феврале 1847 года участвовал в сражении при Буэна-Виста. 3 марта 1847 года получил звание первого лейтенанта.
Впоследствии служил в гарнизоне форта Коламбус в Нью-Йорке (1848—1850), сопровождал рекрутов во Флориду (1849), служил в форте Гамильтон (1850) и снова в форте Макгенри (1850—1852), затем на фронтире в форте Дункан в Техасе (1854—1855), в Вирджинии в форте Монро (1855—1856). 3 марта 1855 года получил звание капитана 1-го артиллерийского полка.
В 1856—1858 годах воевал с семинолами, затем стал служить в гарнизоне форта Мольтри, уходил в отпуск в 1859—1860 годах и снова находился в форте с 1860 года.

## Гражданская война
В 1858 году Даблдей был переведен в форт Мултри в Чарльстонской гавани и в начале Гражданской войны имел звание капитана и был вторым по старшинству офицером форта после Роберта Андерсона. Он командовал орудием, которое сделало первый ответный выстрел 12 апреля 1861 года, и тем самым фактически начал гражданскую войну.
14 мая 1862 года он был повышен до майора и с июня по август командовал артиллерийским департаментом в долине Шенандоа, а затем — артиллерией в дивизии Натаниеля Бэнкса. 3 февраля 1862 года ему присвоили звание бригадного генерала волонтеров и направили на службу в Северную Вирджинию, где он стал командовать 2-й бригадой в дивизии Кинга в III-м корпусе Вирджинской армии. Его бригада состояла из трёх пехотных полков:
- 76-й Нью-Йоркский пехотный полк: кап. Джон Янг
- 95-й Нью-Йоркский пехотный полк май. Эдвард Пай
- 56-й Пенсильванский пехотный полк: кап. Фредерик Уильямс

В этой должности он принял участие во Втором сражении при Булл-Ран, причём его бригада вступила в бой второй, почти сразу после бригады Гиббона.
Во время Мерилендской кампании корпус Макдауэлла был возвращен в состав Потомакской армии и Даблдей, уже в составе этой армии, принял участие в сражениях у Южной Горы, где дивизионный командир Хетч был снова ранен и Даблдей принял командование дивизией. В сражении при Энтитеме Даблдею пришлось возглавить утреннюю атаку 17 сентября и вести дивизию в наступление через знаменитое кукурузное поле. Дивизия смогла опрокинуть противника, но попала под атаку техасской бригады и вынуждена была отойти с тяжелыми потерями. Сам Даблдей был ранен осколком в этом бою. За это сражение он получил временное звание подполковника регулярной армии, а в марте 1863 был повышен до генерал-майора волонтеров (задним числом от 29 ноября 1862). В сражении при Фредериксберге его дивизия задействована не была. После реорганизации I-го корпуса Даблдей стал командовать 3-й дивизией. В мае 1863 года во время сражения при Чанселорсвилле, его дивизию держали в резерве.

### Геттисберг

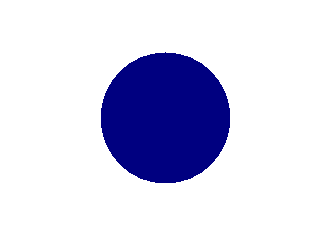
Знак различия дивизии Даблдея

В конце июня 1863 года генерал Рейнольдс принял командование I и XI корпусами, сдав I корпус Даблдэю. Утром 1 июля корпус стоял в Эммитсберге, ближе всего к Геттисбергу, и Рейнольдс находился при корпусе. Даблдэй начал марш к Геттисбергу в 08:00.
I корпус первым прибыл под Геттисберг, где уже вели бой кавалеристы Бьюфорда. Первой подошла дивизия Уодсворта, затем дивизия Робинсона, и третьей — дивизия Даблдея, которая встала на левом фланге корпуса. Когда был убит корпусной командир Джон Рейнольдс, Даблдей оказался первым по старшинству и принял командование войсками на поле боя. Под его командованием корпус (ок. 9 500 чел.) пять часов держал оборону против десяти бригад конфедерации, но в итоге был обращен в бегство и отступил с тяжелыми потерями на Кладбищенский холм. В этом сражении корпус потерял две трети своего состава и перестал существовать как эффективная боевая единица. Через полгода он был расформирован.
Еще в ходе сражения, 2 июля 1863 года, командующий армией Джордж Мид отстранил Даблдея от командования и заменил его на Джона Ньютона, несмотря на то, что Ньютон был ниже по званию. В основном это произошло из-за дезинформирующего рапорта Ховарда, который сообщил, что I корпус отступил с позиции первым. Однако у Мида были сомнения в способностях Даблдея еще со времен сражения в Южных Горах. Даблдей был сильно оскорблен таким отношением, однако вернулся к командованию дивизией. На второй день он был ранен в шею и впоследствии получил временное звание полковника регулярной армии за Геттисберг. После сражения он официально потребовал восстановить его в должности командира I-го корпуса, но Мид отказал, и Даблдей уехал в Вашингтон.

## Послевоенная деятельность
После войны Даблдей получил патент на трамвай на канатной тяге в Сан-Франциско. Этот трамвай до сих пор там функционирует. Последние годы он провел в Нью-Джерси, где занимал пост президента американской секции Теософского общества. Даблдей также широко известен как создатель бейсбола, хотя его вклад и оспаривается многими спортивными историками.